# David Bisbal
David Bisbal, punim imenom David Bisbal Ferre (Almería, 5. lipnja 1979.), španjolski pjevač i dobitnik Latin Grammy-nagrade. 
Trenutnu slavu stekao je kao sudionik TV showa Operacion Triunfo.
Do sada je snimio 4 studijska albuma, koji su svi bili uvršteni u Spanish Albums Chart top ljestvicu. Tijekom godina turnejama je prešao cijelu Europu i Latinsku Ameriku te je priznati internacionalni izvođač.

## Diskografija
- 2002.: Corazón Latino
- 2004.: Bulería
- 2005.: Todo Por Ustedes (Live Album)
- 2006.: David Bisbal (Special edition)
- 2006.: Premonición
- 2009.: Sin Mirar Atrás

## Vanjske poveznice
- David Bisbal's Official Site
- Portal Mix Fan Site  Arhivirana inačica izvorne stranice od 14. svibnja 2007. (Wayback Machine)